# Europeiska unionens energipolitik

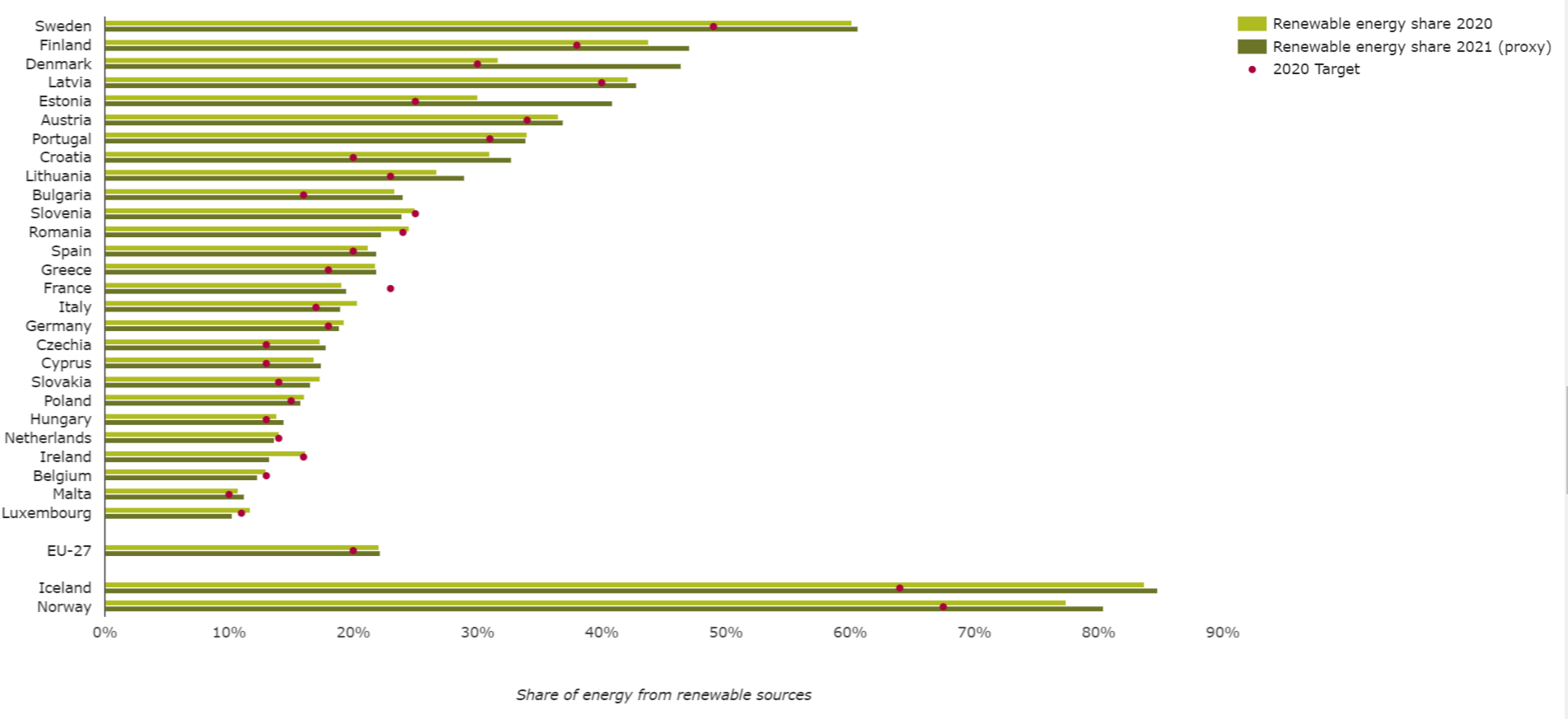
Andel fönybar energi av EU- och EES-länders energiförbrukning 2020 och 2021, jämfört med klimatlöften för 2020 som beslutats 2009. Dåvarande EU (28 länder inklusive Storbritannien) lovade ett genomsnitt på 20 procent förnybar energi år 2020, och EU (27 länder) nådde 22 procent.

Europeiska unionens energipolitik är Europeiska unionens politik gällande energifrågor. Målet för politiken är att ”garantera att energimarknaden fungerar, garantera energiförsörjningen inom unionen, främja energieffektivitet och energibesparingar samt utveckling av nya och förnybara energikällor och främja sammankopplade energinät”.
Energipolitik är ett delat befogenhetsområde för unionen. Det innebär att både unionen och medlemsstaterna kan anta rättsligt bindande akter. Medlemsstaterna får dock göra detta endast den mån unionen inte redan har utövat motsvarande befogenhet.

## Energisäkerhet
Europa har ett omfattande energiberoende till Ryssland. 2008 var Baltikum, Slovakien och Finland beroende till nästan 100 procent av Ryssland vad gäller gasimporter. För Grekland var motsvarande siffra 86,8 procent, Tjeckien 80,8 procent, Österrike 73,4 procent, Tyskland 44,9 procent och Frankrike 26,8 procent. Ryssland kunde därigenom använda energiberoendet för att sätta tryck på de berörda länderna. Efter rysk-ukrainska gaskonflikten började dock Europa försöka diviersiera sina gas- och oljeimporter. Nord Stream lanserades med stöd av Tyskland för att förse Västeuropa med gas, till Polens och Ungerns missnöje.
Efter Rysslands invasion av Ukraina 2022 presenterade EU-kommissionen förslag för att minska energiberoendet av Ryssland. Målet var att senast 2027 vara oberoende av rysk olja, gas och kol.